# Challenger Ibagué 2024
Il Challenger Ibagué 2024 è stato un torneo maschile di tennis professionistico. Si è giocata questa sola edizione, facente parte della categoria Challenger 50 nell'ambito dell'ATP Challenger Tour 2024, con un montepremi di 41 000 $. Si è disputato dal 24 al 30 giugno 2024 sui campi in terra rossa del Complejo de Raquetas del Parque Deportivo di Ibagué, in Colombia.

## Partecipanti

### Teste di serie
| Nazionalità | Giocatore                    | Ranking* | Testa di serie |
| ----------- | ---------------------------- | -------- | -------------- |
| Australia   | Bernard Tomic                | 250      | 1              |
| Colombia    | Nicolás Mejía                | 257      | 2              |
| Libano      | Hady Habib                   | 275      | 3              |
| Ecuador     | Álvaro Guillén Meza          | 283      | 4              |
| Argentina   | Facundo Mena                 | 295      | 5              |
| Argentina   | Renzo Olivo                  | 309      | 6              |
| Brasile     | Matheus Pucinelli de Almeida | 338      | 7              |
| Cile        | Matías Soto                  | 366      | 8              |
| Argentina   | Juan Bautista Torres         | 381      | 9              |

* Ranking al 17 giugno 2024.

### Altri partecipanti
I seguenti giocatori hanno ricevuto una wild card per il tabellone principale:
- Samuel Heredia
- Juan Sebastián Osorio
- Johan Alexander Rodríguez

Il seguente giocatore è entrato in tabellone come alternate:
- Diego Augusto Barreto Sánchez

I seguenti giocatori sono passati dalle qualificazioni:
- Dali Blanch
- Alex Hernández
- Mateo Barreiros Reyes
- Juan Sebastián Gómez
- Alexander Stater
- Daniel Antonio Núñez

Il seguente giocatore è entrato in tabellone come lucky loser:
- Noah Schachter

## Punti e montepremi
| Torneo    | Torneo              | V     | F     | SF    | QF    | 2T  | 1T  | Q | Q2  | Q1  |
| Singolare | Punti               | 50    | 25    | 14    | 8     | 4   | 0   | 3 | 1   | 0   |
| Singolare | Premi in denaro ($) | 5 500 | 3 260 | 1 900 | 1 120 | 660 | 395 | – | 215 | 125 |
| Doppio    | Punti               | 50    | 25    | 14    | 8     | –   | 0   | – | –   | –   |
| Doppio    | Premi in denaro ($) | 2 130 | 1 250 | 745   | 435   | –   | 245 | – | –   | –   |

## Campioni

### Singolare
Álvaro Guillén Meza ha sconfitto in finale  Facundo Mena con il punteggio di 6–0, 6–4.

### Doppio
Finn Reynolds /  Matías Soto hanno sconfitto in finale  Leonardo Aboian /  Valerio Aboian con il punteggio di 6–4, 4–6, [10–7].